# Giuliano di Roma
Giuliano di Roma település Olaszországban, Lazio régióban, Frosinone megyében. Lakosainak száma 2317 fő (2023. január 1.). Giuliano di Roma Patrica, Supino, Ceccano, Maenza, Prossedi és Villa Santo Stefano községekkel határos.

## Népesség
A település lakossága az elmúlt években az alábbi módon változott:
| Lakosok száma | 2420 | 2417 | 2317 |
|               | 2017 | 2018 | 2023 |